# Tirumakudal-Narsipur
Tirumakudal-Narsipur is een panchayatdorp in het district Mysore van de Indiase staat Karnataka. 

## Demografie
Volgens de Indiase volkstelling van 2001 wonen er 9.930 mensen in Tirumakudal-Narsipur, waarvan 50% mannelijk en 50% vrouwelijk is. De plaats heeft een alfabetiseringsgraad van 66%.